# Maysa (1964)
Maysa é o primeiro álbum ao vivo da cantora brasileira Maysa, lançado em 1964 pela gravadora Elenco. O álbum foi gravado ao vivo em 1963 no show na boate carioca Au Bon Gourmet e dirigido por Aloysio de Oliveira. Além de músicas famosas, gravadas anteriormente pela cantora, o disco trazia a inédita "Demais". Na capa está exibida uma foto dos olhos de Maysa em preto e branco, sobre um fundo branco.
As novas gravações de Fim de Noite e Por Causa de Você também foram lançadas no mesmo ano em um compacto simples.

## Faixas
| # | Título                              | Composição                                      |
| - | ----------------------------------- | ----------------------------------------------- |
| 1 | Demais / I've Got You Under My Skin | • Tom Jobim / Aloysio de Oliveira • Cole Porter |
| 2 | Por Causa de Você                   | Dolores Duran / Tom Jobim                       |
| 3 | La Barca                            | Roberto Cantoral                                |
| 4 | Bom Dia, Tristeza                   | Adoniran Barbosa / Vinicius de Moraes           |
| 5 | Quem Quiser Encontrar Amor          | Carlos Lyra / Geraldo Vandré                    |
| 6 | Fim de Noite                        | Chico Feitosa / Ronaldo Bôscoli                 |
| 7 | O Amor Que Acabou                   | Chico Feitosa / Luiz Fernando Freire            |
| 8 | Dindi                               | Tom Jobim / Aloysio de Oliveira                 |
| 9 | Bouquet de Izabel                   | Sérgio Ricardo                                  |